# Gust picant

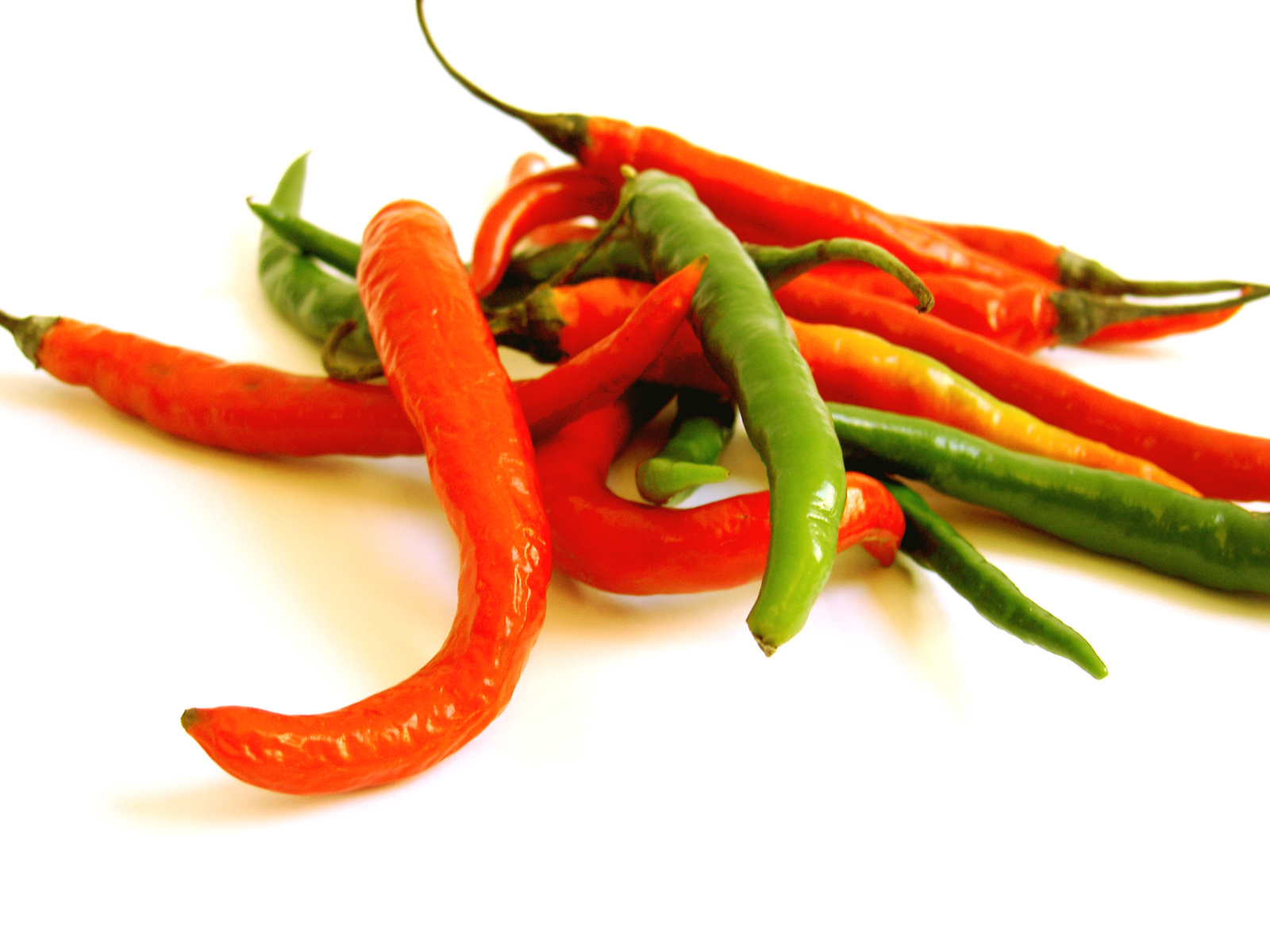
Capsicum annuum

La coentor, coïssor, picantor o gust picant és una sensació de cremor aguda captada pel sentit del gust, a la llengua, en contacte amb certes substàncies, com la capsaicina (compost actiu del pebrot picant), la piperina (al pebre negre), la mirosinasa a la mostassa, l'allicina (a l'all i la ceba), la sinigrina i la gluconasturtiina en el rave rusticà i en el wasabi. Aquestes substàncies activen la sensació d'aciditat i de calor en el canal iònic sobre els nociceptors, que són els receptors del dolor. També participa als mecanismes de la picor.
L'escala que mesura el nivell de picantor dels pebrots es diu escala Scoville i la dels alls i les cebes escala piruvàtica.